# Verwaltungsgemeinschaft Helbetal
Die Verwaltungsgemeinschaft Helbetal lag im thüringischen Kyffhäuserkreis. In ihr hatten sich die Stadt Ebeleben und zehn Gemeinden zur Erledigung ihrer Verwaltungsgeschäfte zusammengeschlossen. Sitz war in Ebeleben.

## Gemeinden
- Abtsbessingen
- Bellstedt
- Ebeleben, Stadt
- Freienbessingen
- Gundersleben
- Holzsußra
- Kleinbrüchter
- Rockstedt
- Thüringenhausen
- Toba
- Wolferschwenda

## Geschichte
Die Verwaltungsgemeinschaft wurde am 20. Dezember 1990 gegründet. Die Auflösung erfolgte am 1. September 1995. Die Gemeinden Kleinbrüchter und Toba wurden in die Gemeinde Helbedündorf eingegliedert, während die restlichen Gemeinden selbständig blieben.  Ebeleben wurde am 20. Oktober 1995 die erfüllende Gemeinde für die übrigen acht Gemeinden wurde.